# Jusuf Sanei

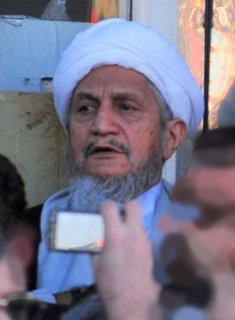
Jusuf Sanei

Jusuf Sanei (auch Yusof oder Yussef, persisch یوسف صانعی, DMG Yūsof Ṣāneʿi, * 1937 in Isfahan; † 12. September 2020) war ein iranischer Großajatollah, Politiker und bis 1983 Vorsitzender des einflussreichen iranischen Wächterrats.

## Leben
Jusuf Sanei wurde 1937 in Isfahan geboren. Er erhielt seine Ausbildung als Geistlicher in Ghom. Er studierte unter der Anleitung von Großajatollah Hossein Borudscherdi und zählte zu den besten Studenten seines Jahrgangs.
Nach der Islamischen Revolution war Sanei von 1980 bis 1983 Vorsitzender des Wächterrats. Sein Nachfolger wurde Ahmad Dschannati.
Nach seinem Ausscheiden aus dem Wächterrat übernahm Sanei kein öffentliches Amt mehr. Er entwickelte sich vielmehr zu einem Kritiker des Regimes. Sanei war mit dem am 19. Dezember 2009 verstorbenen Hossein Ali Montazeri befreundet und galt als dessen möglicher Nachfolger als spiritueller Führer der Opposition.
Einen Tag nach der Bestattung von Großajatollah Montaseri wurde am 22. Dezember 2009 das Haus und das Büro von Mitgliedern der Basidsch-e Mostaz'afin angegriffen. Fensterscheiben gingen zu Bruch und Mitarbeiter Saneis wurden verprügelt. Nach Angaben der Nachrichtenagentur Fars hätten regierungstreue Studenten, einen Protestmarsch gegen Regimekritiker organisiert, der das Haus von Sanei zum Ziel gehabt hätte.

## Politische Aussagen
In einem Interview mit dem San Francisco Chronicle sagte Sanei: 

„...Es gibt eine vollkommene Übereinstimmung in der Frage atomarer Massenvernichtungswaffen. Der Islam verbietet den Besitz von Nuklearwaffen. Dies ist ein ewiges Gesetz, da die Wirkung dieser Waffen darin besteht, dass unschuldige Personen getötet werden. Der Einsatz einer Nuklearwaffe kann nie mehr rückgängig gemacht werden.“

Nach den iranischen Präsidentschaftswahlen von 2009 wurden Gerüchte laut, Sanei arbeite an einer Fatwa, dass Mahmud Ahmadinedschad nicht der rechtmäßig gewählte Präsident Irans sei und die Zusammenarbeit mit ihm verboten sei.